# Aspi-Titter-Hängebrücke

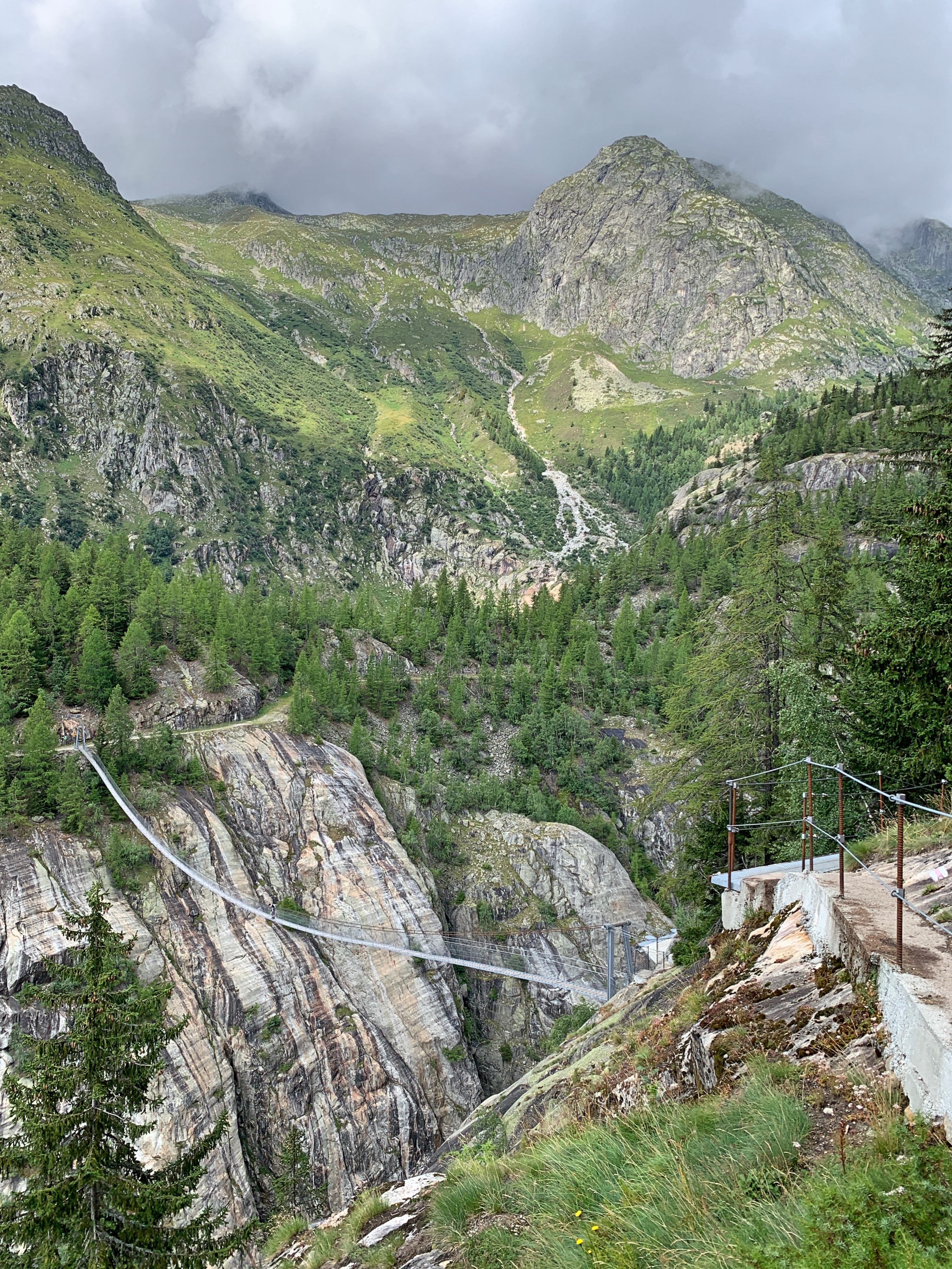
Aspi-Titter-Hängebrücke, Blick Ost-West

Die Aspi-Titter-Hängebrücke ist eine Fussgängerhängebrücke im Goms im Oberwallis im Schweizer Kanton Wallis.
Seit ihrer Eröffnung im August 2016 überquert die Aspi-Titter-Hängebrücke in einer Höhe von 120 Metern die tief eingeschnittene Schlucht des Weisswassers. Die Brücke ist Fussgängern vorbehalten, 160 Meter lang und 22 Tonnen schwer und besteht aus Holz und Stahl. Der Bau kostete 500'000 Franken.
Die Aspi-Titter-Hängebrücke heisst so nach zwei Fluren, Aschpi auf der östlichen, Titter auf der westlichen Seite des Weisswassers, das vom Fieschergletscher gespeist wird. Sie liegt in steilem Gelände oberhalb der Gommer Orte Fiesch und Bellwald. Erschlossen ist sie beidseits mit gut gesicherten Wegen für Bergwanderer, auf der Aschpi-Seite finden sich steile Treppen und Stege hart an der Geländekante.
Die Brücke sei „das letzte noch fehlende Puzzleteil eines durchgehenden Höhenwanderweges vom Gotthardgebiet bis ins Unterwallis“, heisst es auf der Homepage des Brückenvereins. „Im Herzen des Unesco-Weltnaturerbes gelegen“, verbinde die Brücke nicht nur die zwei Gemeinden Fieschertal und Bellwald, sondern bringe auch die Region Aletsch mit dem Bezirk Goms zusammen.